# 法国驻奉天领事馆
法国驻奉天领事馆是二十世纪初法兰西第三共和国政府驻奉天府（今辽宁省沈阳市）的领事馆，其旧址位于辽宁省沈阳市和平区八经街10号。现无建筑遗存。

## 历史
奉天开埠以后，各国侨民陆续进入奉天经商、执业。1908 年3月23日，法国将原设于营口的领事馆转至奉天。法领馆初设时，先寓居于大西门外的一处民宅而后转至附近一处洋房。1909年9月，法领馆在奉天商埠地内租得一处土地预建新馆但后期遭到搁置。1925年9月，法领馆在奉天商埠地内修建三层洋式建筑的领馆大楼。1931年九一八事变后，因受日本人排挤，法领馆迁出原领馆大楼，并于1935年租用奉系首领邹作华官邸，开办领事馆。